# Rzewnie (gemeente)
De gemeente Rzewnie is een landgemeente in het Poolse woiwodschap Mazovië, in powiat Makowski.
De zetel van de gemeente is in Rzewnie.
Op 30 juni 2004 telde de gemeente 2730 inwoners.

## Oppervlakte gegevens
In 2002 bedroeg de totale oppervlakte van gemeente Rzewnie 111,72 km², waarvan:
- agrarisch gebied: 67%
- bossen: 24%

De gemeente beslaat 10,49% van de totale oppervlakte van de powiat.

## Demografie
Stand op 30 juni 2004:
| Omschrijving                   | Totaal | Totaal | Vrouwen | Vrouwen | Mannen | Mannen |
| ------------------------------ | ------ | ------ | ------- | ------- | ------ | ------ |
| eenheid                        | aantal | %      | aantal  | %       | aantal | %      |
| inwoners                       | 2730   | 100    | 1324    | 48,5    | 1406   | 51,5   |
| bevolkingsdichtheid (inw./km²) | 24,4   | 24,4   | 11,9    | 11,9    | 12,6   | 12,6   |

In 2002 bedroeg het gemiddelde inkomen per inwoner 1226,66 zł.

## Administratieve plaatsen (sołectwo)
Bindużka, Boruty, Brzóze Duże, Chrzanowo, Chrzczony, Dąbrówka, Drozdowo, Grudunki, Łachy Włościańskie, Łasiewity, Łaś, Małki, Mroczki-Kawki, Napiórki Butne, Napiórki Ciężkie, Nowe Drozdowo, Nowe Łachy, Nowy Sielc (sołectwa: Nowy Sielc en Nowy Sielc-Wieś), Orłowo, Pruszki, Rzewnie, Słojki, Stary Sielc.
Zonder de status sołectwo : Brzóze Małe

## Aangrenzende gemeenten
Czerwonka, Długosiodło, Goworowo, Obryte, Różan, Rząśnik, Szelków